# Ulf Granqvist
Ulf granqvist spelar rollen ”Raffe” i filmen ”Ingen kan älska som vi”
Karriären sträckte sig inte längre en så då han hamnade på Molunds trafik AB, och jobbar för tillfället som trafikplanerare